# Mazet-Saint-Voy
 Mazet-Saint-Voy  es una población y comuna francesa, situada en la región de Auvernia, departamento de Alto Loira, en el distrito de Yssingeaux y cantón de Tence.

## Demografía
| 1763 | 1514 | 1280 | 1106 | 1077 | 1028 |
| Para los censos de 1962 a 1999 la población legal corresponde a la población sin duplicidades (Fuente: INSEE [Consultar]) |      |      |      |      |      |